# Douce Moën
Dous Moën (ou : Dous Moën Rouge) est le nom d'un cultivar de pommier, destiné à la production de cidre.

## Origine
La variété est originaire du Sud Finistère et très répandue en Bretagne.

## Description

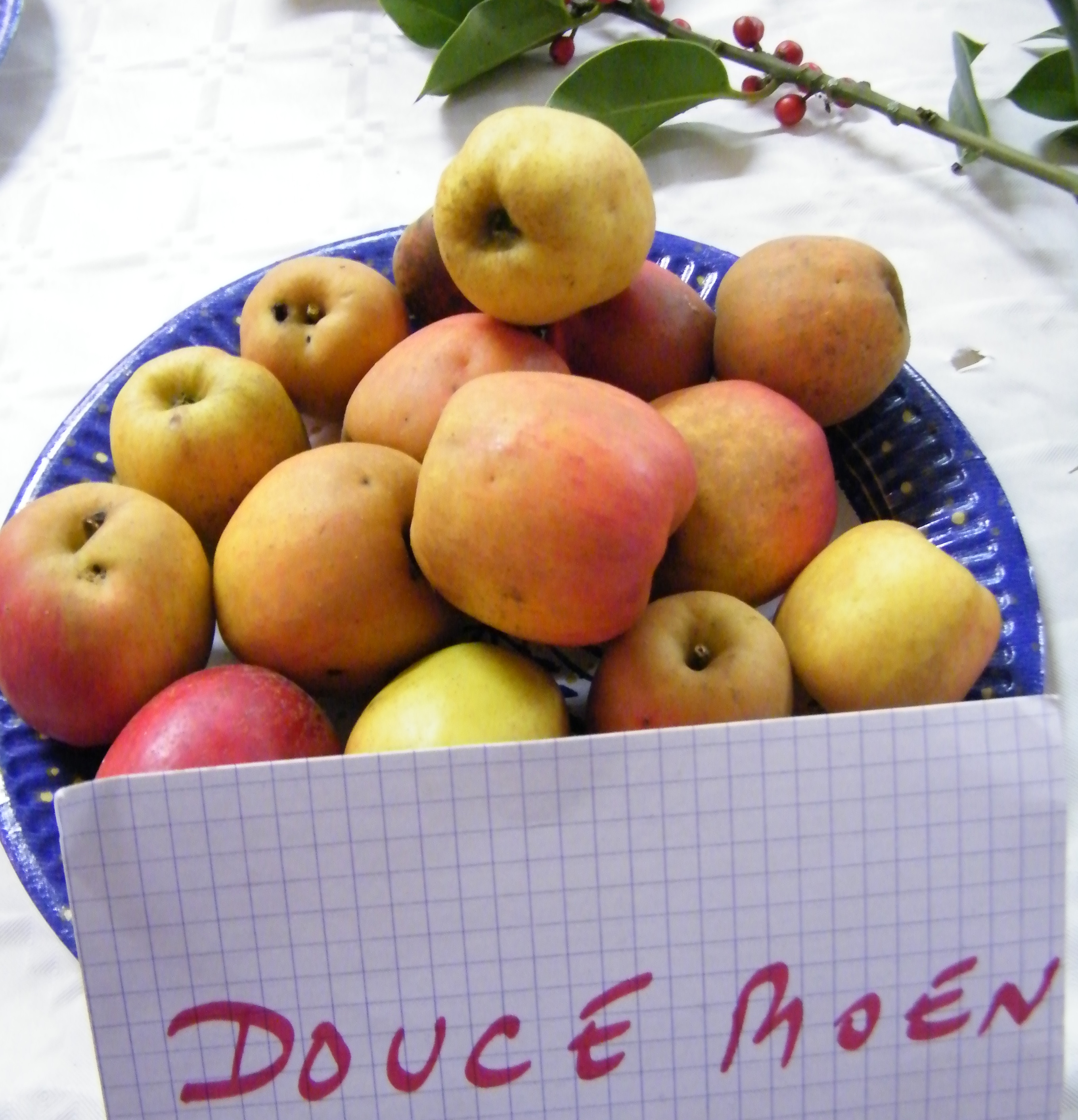

### Arbre
L'arbre est vigoureux au port étalé, à la rusticité moyenne. La mise à fruit est rapide. La production est bonne mais très alternante.

### Fruit
Le fruit est petit, cylindrique, en forme de tonneau sur sa hauteur, pédoncule court ce qui facilite la chute lors du secouage. La couleur est cuivrée, lavée de rouge sur fond jaune.

## Caractéristiques
La période de récolte se situe vers la fin du mois d'octobre, le brassage a alors lieu de mi-novembre à mi-décembre. Le cidre obtenu est fin en jus.
Cette pomme à cidre est classée douce-amère. Le moût est très coloré, parfumé et très dense. Il donne un cidre avec beaucoup de bouquet.
Cette variété est sensible à l’oïdium selon les régions.